# مارتن هونيغر
مارتن هونيغر هو موجه قوارب ‏ سويسري، ولد في 20 فبراير 1956.

## وصلات خارجية
- مارتن هونيغر على موقع الاتحاد الدولي للتجديف (الإنجليزية)
- مارتن هونيغر على موقع أوليمبيديا (الإنجليزية)